# Hyamia pallens
Hyamia pallens är en fjärilsart som beskrevs av Druce 1898. Hyamia pallens ingår i släktet Hyamia och familjen nattflyn. Inga underarter finns listade i Catalogue of Life.